# Coenotephria emilia
Coenotephria emilia là một loài bướm đêm trong họ Geometridae.